# Mount Furneaux
Mount Furneaux ist ein markanter, kegelförmiger und über 800 m hoher Berggipfel auf Cook Island im Archipel der Südlichen Sandwichinseln im Südatlantik. Er ragt nordnordwestlich des Mount Holdgate auf.
Das UK Antarctic Place-Names Committee benannte ihn 2013. Namensgeber ist Tobias Furneaux (1735–1781), der den britischen Seefahrer und Entdecker James Cook zunächst als Leutnant, später als Kapitän der Adventure, auf seiner zweiten Südseereise (1772–1775) begleitet und dabei die Südlichen Sandwichinseln entdeckt hatte.